# Mahaveer Raghunathan
Mahaveer Raghunathan (Chennai, 17 novembre 1998) è un pilota automobilistico indiano.

## Carriera

### Debutto con le monoposto
Dopo gli esordi nel karting, Raghunathan fece il suo debutto con le monoposto nel 2012, quando partecipò a quattro gare della JK Racing Asia Series. Nel 2014 prese parte alla stagione inaugurale del campionato Italiano di Formula 4, nella quale ottenne quattro sesti posti e la dodicesima posizione in classifica assoluta.

### Formula 3, Boss GP e GP3 Series
L'anno seguente Raghunathan partecipò al campionato europeo di F3, senza riuscire a far segnare punti e mancando la qualificazione in una gara. Nel Gran Premio d'Italia, si ritira dalla gara dopo un contatto con Callum Ilott. Nel 2016 Raghunathan fu ingaggiato dalla Koiranen GP per partecipare alla GP3 Series, ma prese parte solo al primo appuntamento della stagione, chiudendo sia gara 1 che gara 2 in ultima posizione. Partecipò anche alla Auto GP, che dopo il primo appuntamento stagionale si fuse con il campionato BOSS GP. Nel 2017 Raghunathan rimase in BOSS GP, conquistando la vittoria nella Formula Class, raggiungendo il podio 13 volte in 14 gare.

### Formula 2
Dopo una stagione da collaudatore e pilota di riserva nella Le Mans Cup nel 2018 (partecipando anche a un appuntamento di gara), nel 2019 Raghunathan prese parte al campionato di Formula 2 con la MP Motorsport , dove risultò regolarmente il più lento in pista e commise diverse infrazioni: in Bahrein il pilota indiano, doppiato, non rallentò dopo la bandiera a scacchi e completò un ulteriore giro a piena velocità, passando nuovamente sul traguardo; a Monaco colpì Jack Aitken mettendolo fuori gara e tagliò completamente la prima curva al primo giro, mentre in Francia violò per ben tre volte le procedure di Virtual Safety car. Questa serie di penalità risultò nella sua esclusione dalla gara in Austria.
Tornato al volante, Raghunathan colse il suo unico punto stagionale a Monza, in una gara con appena 17 partenti per via del tragico incidente di Anthoine Hubert e Juan Manuel Correa nel precedente appuntamento in Belgio. Il pilota indiano continuò però a risultare il più lento in pista e ad accumulare penalità, evitando una seconda esclusione nell'ultima gara ad Abu Dhabi per un buco nel regolamento, successivamente rettificato. Raghunathan chiuse la stagione al ventesimo posto, con un punto.
Inoltre quello stesso anno diventò il pilota più giovane ad aver preso parte alla Cronoscalata di Luzzi in Sambucina, a soli 18 anni, 10 mesi e 15 giorni, arrivò 3 quella edizione diventando il primo pilota asiatico a vincere la competizione.

### Formula 1
Dopo una stagione di inattività sulle piste, Raghunathan nell'agosto del 2021 partecipa a un test alla guida della Alfa Romeo C38 insieme al pilota di Formula 2 Théo Pourchaire sul circuito del Hungaroring, diventando il terzo pilota indiano a provare ufficialmente una monoposto di Formula 1. Completa ben 71 giri risultando 1,9 secondi più lento di Pourchaire, ottenendo come miglior tempo un 1:21,1 sul giro singolo.

### Campionato Italiano Gran Turismo
Nel 2023 Raghunathan gareggia nel Campionato Italiano Gran Turismo nella classe Pro-Am per Imperiale Racing su una Lamborghini Huracán GT3 numero 16 insieme ai compagni di squadra Jack Bartholomew e Miguel Garcia.

## Risultati

### Riassunto della carriera
| Stagione | Campionato                       | Team                     | Gare | Vittorie | Pole | Gpv | Podi | Punti | Pos. |
| -------- | -------------------------------- | ------------------------ | ---- | -------- | ---- | --- | ---- | ----- | ---- |
| 2012     | JK Racing Asia Series            | Meco Racing              | 4    | 0        | 0    | 0   | 0    | 0     | NC†  |
| 2013     | MRF Challenge Formula 1600       | MRF Racing               | ?    | ?        | ?    | ?   | ?    | 80    | 6º   |
| 2013     | Formula Masters China            | Cebu Pacific Air by KCMG | 3    | 0        | 0    | 0   | 0    | 0     | 21º  |
| 2014     | Campionato Italiano di Formula 4 | F & M                    | 18   | 0        | 0    | 0   | 0    | 45    | 12º  |
| 2014-15  | MRF Challenge Formula 2000       | MRF Racing               | 3    | 0        | 0    | 0   | 0    | 5     | 21º  |
| 2015     | F3 europea                       | Motopark                 | 26   | 0        | 0    | 0   | 0    | 0     | 39º  |
| 2015     | Masters di Formula 3             | Motopark                 | 1    | 0        | 0    | 0   | 0    | 0     | 17º  |
| 2015     | Euroformula Open                 | Motul Team West-Tec F3   | 2    | 0        | 0    | 0   | 0    | 0     | NC†  |
| 2015     | Formula Renault 2.0 Alps         | Cram Motorsport          | 2    | 0        | 0    | 0   | 0    | 0     | NC†  |
| 2016     | Auto GP                          | PS Racing                | 10   | 0        | 0    | 0   | 2    | 151   | 2º   |
| 2016     | BOSS GP                          | PS Racing                | 8    | 0        | 0    | 0   | 2    | 118   | 5º   |
| 2016     | GP3 Series                       | Koiranen GP              | 2    | 0        | 0    | 0   | 0    | 0     | 27º  |
| 2017     | BOSS GP - Formula Class          | PS Racing                | 14   | 3        | 4    | 1   | 13   | 263   | 1º   |
| 2018     | Michelin Le Mans Cup             | United Autosports        | 1    | 0        | 0    | 0   | 0    | 0.5   | 46º  |
| 2019     | FIA Formula 2                    | MP Motorsport            | 20   | 0        | 0    | 0   | 0    | 1     | 20º  |
| 2023     | Campionato Italiano Gran Turismo | Imperiale Racing         | 3    | 0        | 0    | 0   | 1    | 32    | 6º   |

† Raghunathan non segnò punti in quanto pilota ospite.

### Risultati in F3 europea
(Le gare in grassetto indicano la pole position) (Le gare in corsivo indicano Gpv)
| Anno   | Scuderia | Motore     | 1        | 2        | 3        | 4        | 5        | 6        | 7         | 8         | 9         | 10        | 11       | 12       | 13       | 14       | 15       | 16       | 17       | 18       | 19       | 20       | 21       | 22       | 23       | 24       | 25       | 26       | 27        | 28       | 29       | 30       | 31    | 32    | 33    | Punti | Pos. |
| ------ | -------- | ---------- | -------- | -------- | -------- | -------- | -------- | -------- | --------- | --------- | --------- | --------- | -------- | -------- | -------- | -------- | -------- | -------- | -------- | -------- | -------- | -------- | -------- | -------- | -------- | -------- | -------- | -------- | --------- | -------- | -------- | -------- | ----- | ----- | ----- | ----- | ---- |
| 2015   | Motopark | Volkswagen | SIL 1 26 | SIL 2 25 | SIL 3 29 | HOC 1 24 | HOC 2 31 | HOC 3 30 | PAU 1 DNQ | PAU 2 DNQ | PAU 3 DNQ | MNZ 1 Ret | MNZ 2 24 | MNZ 3 25 | SPA 1 29 | SPA 2 27 | SPA 3 24 | NOR 1 25 | NOR 2 20 | NOR 3 25 | ZAN 1 27 | ZAN 2 30 | ZAN 3 28 | RBR 1 31 | RBR 2 25 | RBR 3 29 | ALG 1 30 | ALG 2 23 | ALG 3 DNS | NÜR 1 30 | NÜR 2 26 | NÜR 3 22 | HOC 1 | HOC 2 | HOC 3 | 0     | 39.° |
| Fonte: |          |            |          |          |          |          |          |          |           |           |           |           |          |          |          |          |          |          |          |          |          |          |          |          |          |          |          |          |           |          |          |          |       |       |       |       |      |

### Risultati in GP3 Series
(Le gare in grassetto indicano la pole position) (Le gare in corsivo indicano Gpv)
| Stagione | Team        | 1   | 1   | 2   | 2   | 3   | 3   | 4   | 4   | 5   | 5   | 6   | 6   | 7   | 7   | 8   | 8   | 9   | 9   | Punti | Pos. | Fonte  |
| -------- | ----------- | --- | --- | --- | --- | --- | --- | --- | --- | --- | --- | --- | --- | --- | --- | --- | --- | --- | --- | ----- | ---- | ------ |
| 2016     | Koiranen GP | CAT | CAT | MON | MON | BAK | BAK | RBR | RBR | SIL | SIL | HUN | HUN | SPA | SPA | MNZ | MNZ | YMC | YMC | 0     | 27°  | [ 11 ] |
| 2016     | Koiranen GP | 23  | 24  |     |     |     |     |     |     |     |     |     |     |     |     |     |     |     |     | 0     | 27°  | [ 11 ] |

### Risultati in Formula 2
(legenda) (Le gare in grassetto indicano la pole position) (Le gare in corsivo indicano Gpv)
| Stagione | Team          | 1   | 2   | 3   | 4   | 5   | 6   | 7   | 8   | 9   | 10  | 11  | 12  | 13  | 14  | 15  | 16  | 17  | 18  | 19  | 20  | 21  | 22  | 23  | 24  | Punti | Pos. |
| -------- | ------------- | --- | --- | --- | --- | --- | --- | --- | --- | --- | --- | --- | --- | --- | --- | --- | --- | --- | --- | --- | --- | --- | --- | --- | --- | ----- | ---- |
| 2019     | MP Motorsport | BHR | BHR | BAK | BAK | CAT | CAT | MON | MON | LEC | LEC | RBR | RBR | SIL | SIL | HUN | HUN | SPA | SPA | MNZ | MNZ | SOC | SOC | YMC | YMC | 1     | 20º  |
| 2019     | MP Motorsport | 18  | 19  | 11  | 13  | 16  | 19  | 15  | Rit | 12  | 18  |     |     | 15  | 18  | 17  | 19  | C   | C   | 10  | 13  | 17  | 17  | Rit | 15  | 1     | 20º  |